# Bebenhausen
Bebenhausen je vesnice v Bádensku-Württembersku a součást města Tübingen. Nachází se 3 km severně od města Tübingen uprostřed státní přírodní rezervace Schönbuch. Leží na 464. silnici spojující Böblingen a Tübingen. Byla založena roku 1183 falckrabětem Rudolfem z Tübingenu. Vesnice je známá především svým klášterem (něm. Kloster Bebenhausen) a přilehlým zámkem.
V roce 1823 se stala samosprávnou vesnicí. Žil zde král Vilém II. Württemberský až do své smrti roku 1921 společně se svou manželkou, vévodkyní Charlottou zu Schaumburg-Lippe, která zemřela roku 1947. V letech 1947-1952 byla správním sídlem Württemberska-Hohenzollernska, tedy do doby, než vznikla spolková země Bádensko-Württembersko. Roku 1974 se stala součástí města Tübingen.